# Classe Hamburg
La classe Hamburg o classe Type 101 fu una classe di cacciatorpediniere della Bundesmarine, composta da quattro unità entrate in servizio tra il 1964 e il 1968.
Tra le unità di maggiori dimensioni della Germania Ovest durante il periodo della guerra fredda, gli Hamburg erano grosse unità con armamento convenzionale per la scorta e la lotta antinave ma rivelarono alcuni difetti di progettazione che comportarono la costruzione di sole quattro unità rispetto alle dodici inizialmente previste. Modernizzati negli anni 1970 con l'aggiunta di armamenti missilistici, gli Hamburg transitarono brevemente in servizio con la Deutsche Marine prima di essere radiati tra il 1990 e il 1994.

## Caratteristiche

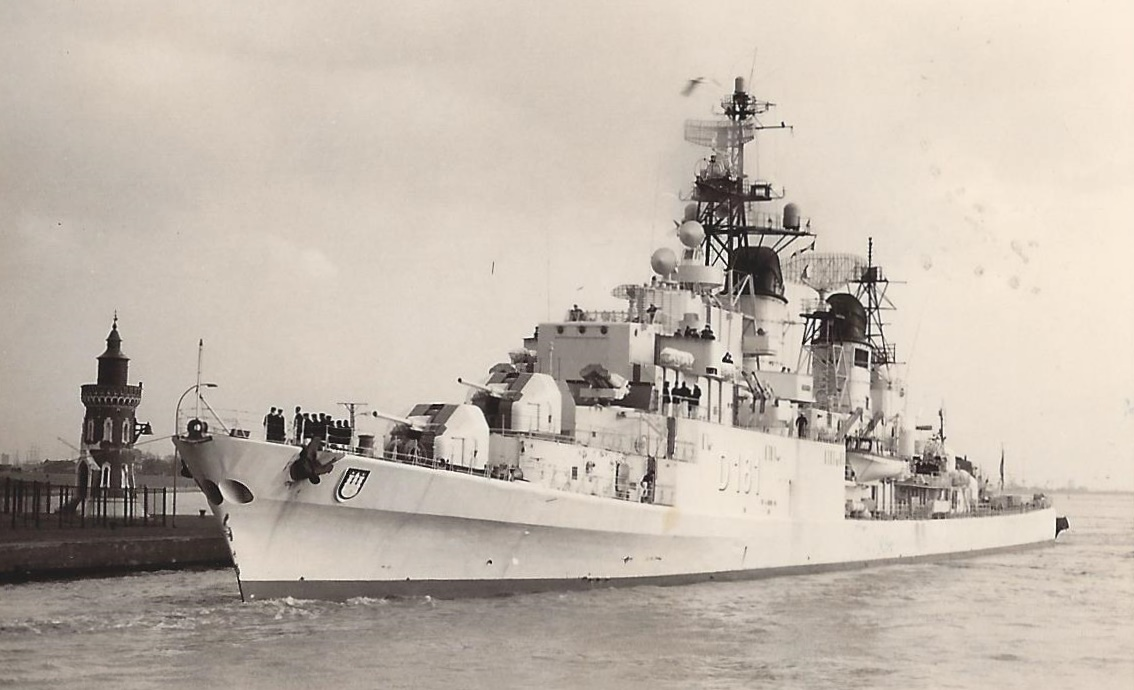
Il capoclasse Hamburg nel 1971

Prima e unica classe di cacciatorpediniere a essere realizzata nei cantieri tedeschi dopo la conclusione della seconda guerra mondiale (la successiva classe Lütjens fu realizzata in cantieri statunitensi), gli Hamburg erano grosse unità capofila destinate principalmente alla scorta dei convogli navali, alla lotta antinave e al bombardamento costiero. Concepiti principalmente per operare nelle tranquille acque del mar Baltico, gli Hamburg non avevano una gran tenuta del mare anche per via del basso bordo libero, replicando molti dei difetti dei cacciatorpediniere tedeschi della seconda guerra mondiale. Ordinata nell'agosto 1957, la classe si doveva inizialmente comporre di dodici esemplari ma la realizzazione si fermò a sole quattro unità, in ragione dell'accresciuto costo dovuto all'incremento delle dimensioni rispetto al progetto originale: il limite al dislocamento di 2.500 tonnellate inizialmente progettato si rivelò impossibile da rispettare, e il valore finale risultò quasi il doppio rispetto a quanto preventivato.
Lo scafo degli Hamburg era lungo fuori tutto 133,7 metri, largo nel punto massimo 13,4 metri e con un pescaggio di 5,2 metri, per un dislocamento standard di 3.340 tonnellate che saliva a 4.330 tonnellate con la nave a pieno carico; l'equipaggio ammontava a 244 uomini di tutti i gradi.
L'apparato motore si basava su due turbine a vapore Wahodag ad alta pressione, alimentate da quattro caldaie e capaci di una potenza di 72.000 hp; questo potente apparato era capace di spingere le unità a una velocità massima di 36 nodi, con un'autonomia di 6.000 miglia a 13 nodi di velocità. L'apparato sensori originario consisteva in un radar LW-02, un radar DA-02, un radar Kelvin Hughes 14/9 e un sonar 1BV.

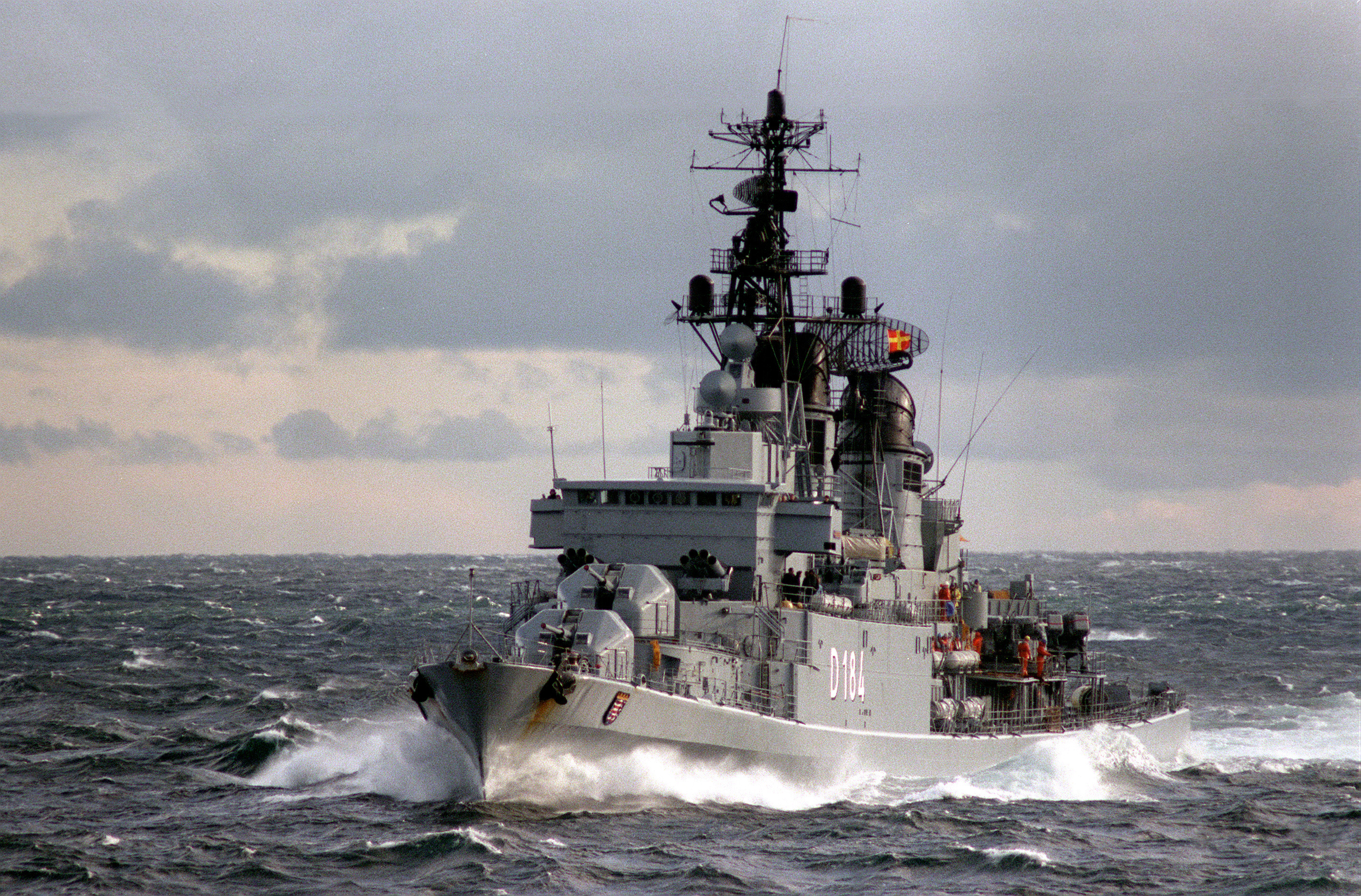
Lo Hessen ritratto in navigazione nel 1986

L'armamento degli Hamburg era ancora di tipo convenzionale, affidandosi principalmente ad artiglierie e siluri. Per l'ingaggio di bersagli di superficie erano disponibili quattro cannoni Compact 100 mm di origine francese, sistemati in altrettante torri singole posizionate a coppie sovrapposte a prua e a poppa, mentre la protezione antiaerea era data da quattro impianti binati di cannoni Bofors 40 mm, posizionati a centronave due per lato; l'armamento silurante si basava su quattro impianti singoli di tubi lanciasiluri da 533 mm collocati a centro nave, mentre per la lotta antisommergibili erano disponibili due lanciarazzi antisommergibili a quattro canne Bofors 375 mm (posizionati a prua dietro la seconda torre d'artiglieria) e due lanciatori per bombe di profondità (collocati a poppa). Vi erano poi le predisposizioni per l'imbarco e il rilascio di 60-80 mine navali.
Tra il 1976 e il 1979, gli Hamburg furono sottoposti a un esteso programma di modernizzazione: le sovrastrutture furono ridisegnate, le caldaie modificate e gli apparati radar originari sostituiti da altri più moderni; la torre d'artiglieria sopraelevata di poppa venne sbarcata e nel suo spazio furono collocati due lanciatori binati per missili antinave Exocet, un'aggiunta quanto mai necessaria per migliorare le capacità di combattimento delle unità che tuttavia rimasero dotate di un armamento antiaereo troppo leggero per gli standard dell'epoca.

## Unità
Tutte le unità furono realizzate nei cantieri della H. C. Stülcken Sohn di Amburgo.
| Nome                       | Impostazione     | Varo           | Entrata in servizio | Radiazione       |
| -------------------------- | ---------------- | -------------- | ------------------- | ---------------- |
| Hamburg (D-181)            | 29 gennaio 1959  | 26 marzo 1960  | 23 marzo 1964       | 24 febbraio 1994 |
| Schleswig-Holstein (D-182) | 20 agosto 1959   | 20 agosto 1960 | 12 ottobre 1964     | 15 dicembre 1994 |
| Bayern (D-183)             | 15 febbraio 1961 | 14 agosto 1962 | 6 luglio 1965       | 16 dicembre 1993 |
| Hessen (D-184)             | 5 febbraio 1961  | 4 maggio 1963  | 8 ottobre 1968      | 29 marzo 1990    |